# Tom és Jerry Óz birodalmában
A Tom és Jerry Óz birodalmában (eredeti cím: Tom and Jerry: Back to Oz) 2016-ban megjelent amerikai 2D-s számítógépes animációs film, amely Tom és Jerry című videofilmsorozat tizenkettedik része. A videofilm a Tom és Jerry és Óz, a csodák csodája című animációs filmnek a folytatása. Az animációs játékfilm rendezői és producerei Spike Brandt és Tony Cervone. A forgatókönyvet Paul Dini írta, a zenéjét Michael Tavera szerezte. A videofilm a Turner Entertainment és a Warner Bros. Animation gyártásában készült, a Warner Home Video forgalmazásában jelent meg. Műfaja zenés filmvígjáték. Amerikában 2016. június 21-én, Magyarországon 2016. szeptember 7-én adták ki DVD-n.

## Szereplők
| Szereplő                  | Eredeti hang                      | Magyar hang         |
| ------------------------- | --------------------------------- | ------------------- |
| Tom                       | N/A                               | N/A                 |
| Jerry                     | N/A                               | N/A                 |
| Dorothy                   | Grey Griffin Amy Pemberton (ének) | Majsai-Nyilas Tünde |
| Mr. Lucius Bibb           | Jason Alexander                   | Törköly Levente     |
| Dobbantó, az izék királya | Jason Alexander                   | Forgács Gábor       |
| Egérkirálynő              | Amy Pemberton                     | Mics Ildikó         |
| Óz, a nagy varázsló       | Joe Alaskey                       | Kassai Károly       |
| Butch                     | Joe Alaskey                       | Kapácsy Miklós      |
| Droopy                    | Joe Alaskey                       | Melis Gábor         |
| Madárijesztő              | Michael J. Gough                  | Seszták Szabolcs    |
| Hunk                      | Michael J. Gough                  | Bor László          |
| Bádogember                | Rob Paulsen                       | Vincze Gábor Péter  |
| Hickory                   | Rob Paulsen                       | Vári Attila         |
| Gyáva oroszlán            | Todd Stashwick                    | Kerekes József      |
| Zeke                      | Todd Stashwick                    | Szokol Péter        |
| Em néni                   | Frances Conroy                    | Timár Éva           |
| Glinda                    | Frances Conroy                    | Kokas Piroska       |
| Gonosz nyugati boszorkány | Larain Newman                     | Tóth Judit          |
| Henry bácsi               | Stephen Root                      | Borbiczki Ferenc    |
| Tuffy, a pöttöm egér      | Kath Soucie                       | Köves Dóra          |
| Traktor                   | Kath Soucie                       | Erdélyi Mari        |
| Éhes tigris               | Andrew Martin                     | Halász Aranka       |
| Táncbogár                 | James Monroe Iglehart             | Kisfalusi Lehel     |
| Calvin Carney             | James Monroe Iglehart             | ?                   |
| Cövek                     | Spike Brandt                      | ?                   |

További magyar hangok: Ács Balázs, Bácskai János, Bárány Virág, Bordás János, Gyurin Zsolt, Kotány Bence, Lipcsey-Colini Borbála, Németh Attila István, Pupos Tímea